# Sant (monde indien)
Pour les articles homonymes, voir Sant.
Ne doit pas être confondu avec Saint.
 (juillet 2020).
Sant, dans l'hindouisme et le sikhisme, et aussi dans le bouddhisme, est un terme qui désigne une personne juste et de grande vertu; il dérive de la racine sat, qui véhicule les idées de « existant, présent ; réel, vrai | bon, juste, vertueux, convenable, honnête »,. Cette dénomination est utilisée dans l'ensemble du sous-continent indien, mais de façon plus spécifique, le terme désigne une lignée importante de poètes mystiques hindous. 

## Étymologie et signification
Le terme sant est une variante du participe présent du verbe sanskrit « être ». On trouve aussi les formes sat, sad, san et satī (au féminin),. Il donne le double sens de « existant, présent ; réel, vrai | bon, juste, vertueux, convenable, honnête ». Le sens premier désigne « ce qui est » et de là l'existence. Par extension, dans le vocabulaire brahmanique, le mot est employé pour parler de l'Être et donc de Dieu. On le retrouve dans la célèbre expression qui résume les principaux attributs de Dieu : celui-ci est sat (être), chit (conscience) ânanda (béatitude).  
Par évolution de la langue, le mot en est venu à s'appliquer au Bien suprême, si bien qu'il a pris son deuxième sens de « juste, bon, vertueux ». Et c'est de là que découle la traduction fréquente du mot par « saint ». Car, souligne Hawley, même si le mot n'a aucun lien avec « saint », ce terme est souvent la meilleure traduction de sant.

## Dans lesikhisme
Guru Arjan, un des gurus du sikhisme, définit le mot sant dans le Livre des sikhs, le Guru Granth Sahib; pour lui la personne appelée sant est celle qui médite en permanence sur le Nom de Dieu : « Ceux qui, à chaque souffle et bouchée de nourriture, n'oublient pas le Seigneur, ceux dont l'esprit est rempli du mantra du Nom du Seigneur - eux seuls sont bénis ; ô Nanak, ce sont les Saints[(sant] parfaits ». Dans l'hindouisme, un sant était considéré comme quelqu'un ayant plusieurs disciples.